# Vichra
Il Vichra (in bielorusso Віхра?), o Vikhra (in russo Вихра?) è un fiume nei rajon di Smolenskij, Krasninskij, e Monastirščinskij dell'oblast' di Smolensk in Russia, e nel distretto di Mscislaŭ della regione di Mahilëŭ in Bielorussia; è un affluente destro del Sož, scorre lungo il Monastirščinskij rajon ed è lungo 128 chilometri (80 mi). L'insediamento urbano di Monastirščina si trova sulle rive del Vichra. La battaglia del fiume Vichra avvenne in questa zona.
La sorgente del Vichra è vicina al villaggio di Korytnya a sud-ovest del rajon di Smolensk, nell'oblast' di Smolensk in Russia. Il Vichra scorre verso sud, attraversa il confine nord-orientale del rajon di Krasninskij e entra nel Monastirščinskij rajon. In Monastirščina gira verso ovest e nel villaggio di Skreplevo gira verso sud-ovest. Attraversa la Bielorussia a valle del villaggio di Bachenki. La foce del Vichra è vicina alla città di Mscislaŭ.